# Доэрти, Мэтт
Мэ́ттью Джеймс До́эрти (англ. Matthew James Doherty; род. 16 января 1992, Дублин) — ирландский футболист, защитник английского клуба «Вулверхэмптон Уондерерс» и сборной Ирландии.

## Карьера
В 2010 году Доэрти был приобретён «Вулверхэмптон Уондерерс» у ирландского клуба «Богемианс». Игрок дебютировал в английской Премьер-лиге 24 сентября 2011 года в игре с «Ливерпулем». В 2012 году был отдан в аренду шотландскому клубу «Хиберниан». В чемпионате Шотландии футболист отыграл 13 матчей и забил 2 гола, после чего вернулся обратно в «Вулверхэмптон Уондерерс». В октябре 2012 года Доэрти снова был отдан в аренду в клуб «Бери». Он зарекомендовал себя в основной команде, играя на позиции правого защитника и заслужил похвалу от тренера Кевина Блэквелла. Однако финансовые проблемы в клубе привели к тому, что все их арендованные игроки, в том числе и Доэрти, были отправлены обратно в свои клубы в январе 2013 года. 26 сентября 2017 года Доэрти подписал новый контракт до лета 2021 года. В сезоне 2017/2018 «Вулверхэмптон Уондерерс» вернулся в Премьер-лигу после шести лет отсутствия. 6 октября 2018 года Доэрти забил свой первый гол в Премьер-лиге за «Вулверхэмптон Уондерерс» в ворота «Кристал Пэлас». В сентябре 2018 года Доэрти получил награду «Игрока месяца в Премьер-лиги». 15 февраля 2019 года Доэрти подписал новый контракт до лета 2023 года. В статье для The Guardian в декабре 2019 года Пол Дойл объявил Доэрти лучшим игроком десятилетия, выступающего за «Вулверхэмптон Уондерерс».
30 августа 2020 года Доэрти подписал контракт с «Тоттенхэмом», рассчитанный на четыре года. 13 сентября 2020 года он дебютировал за клуб в домашнем матче против «Эвертона».
Доэрти играл за сборную Ирландии до 19 лет. В мае 2012 года он был переведён в резерв для игроков до 21 года. 11 марта 2016 года Доэрти получил свой первый вызов во взрослую сборную Ирландии на товарищеские матчи против Швейцарии и Словакии. 23 марта 2018 года он дебютировал за сборную Ирландии в матче против Турции, выйдя на замену вместо капитана Шеймуса Коулмана.
Доэрти также имел право играть за Нидерланды, так как его мать — нидерландка.

## Достижения

### Личные
- Команда сезона Лиги Европы УЕФА: 2020/21[20]